# 卡斯城 (密歇根州)
卡斯城（英語：Cass City）是位於美國密歇根州土斯科拉縣埃爾克蘭鎮區的一個村。

## 人口
根據2020年美國人口普查的數據，卡斯城的面積為4.58平方千米，當中陸地面積為4.57平方千米，而水域面積為0.01平方千米。當地共有人口2494人，而人口密度為每平方千米544人。